# Sandy Casar
Sandy Casar (Mantes-la-Jolie, 2 de febrer de 1979) és un ciclista francès, professional des del 2000 fins al 2013.
En el seu palmarès destaquen tres etapes al Tour de França, el 2007, 2009 i 2010. També destaca la sisena posició final aconseguida al Giro d'Itàlia de 2006.

## Palmarès
- 1999
  -  Campió de França de contrarellotge sub-23
- 2002
  - Vencedor d'una etapa del Circuit Franco-belga
  - Vencedor de la classificació dels joves de la París-Niça
- 2003
  - Vencedor d'una etapa de la Volta a Suïssa
- 2004
  - Vencedor d'una etapa del Tour de Poitou Charentes i de la Vienne
- 2005
  - 1r a la Ruta del Sud
- 2007
  - Vencedor d'una etapa del Tour de França
- 2009
  - Vencedor d'una etapa del Tour de França
- 2010
  - Vencedor d'una etapa del Tour de França
- 2011
  - 1r a la París-Camembert

### Resultats al Tour de França
- 2002. 83è de la classificació general
- 2003. 111è de la classificació general
- 2004. 16è de la classificació general
- 2005. 29è de la classificació general
- 2006. 69è de la classificació general
- 2007. 71è de la classificació general. Vencedor d'una etapa
- 2008. 14è de la classificació general
- 2009. 11è de la classificació general. Vencedor de la 16a etapa
- 2010. 25è de la classificació general. Vencedor la 9a etapa
- 2011. 27è de la classificació general
- 2012. 22è de la classificació general

### Resultats al Giro d'Itàlia
- 2003. 13è de la classificació general
- 2005. 81è de la classificació general
- 2006. 6è de la classificació general
- 2012. 25è de la classificació general
- 2013. No surt (4a etapa)

### Resultats a la Volta a Espanya
- 2008. 19è de la classificació general
- 2009. Abandona (14a etapa)